# إبراهيم شارون
إبراهيم شارون (بالعبرية: אברהם שרון‏) هو فيلسوف وصحفي وملحن وأمين مكتبة إسرائيلي، ولد في 10 سبتمبر 1878، وتوفي في 17 أكتوبر 1957 بسبب حادث مرور.